# Stupid Love
„Stupid Love“ (от английски: „Глупава любов“) е песен, записана от американската певица Лейди Гага. Издадена е, заедно със съпътстващо музикално видео, на 28 февруари 2020 г., като първия сингъл от предстоящия шести студиен албум на Гага.

## Издаване и маркетинг
Част от ранно демо на песента изтича в мрежата в средата на 2019 година и по-късно е свалено поради нарушени авторски права. Искът за премахване на съдържанието от социалните мрежи, подаден от лейбъла на Лейди Гага, посочва заглавието на творбата – „Stupid Love“, но феновете смятат, че е стара песен, която е отхвърлена от предишен неин албум. През януари 2020 г. изтича нов откъс с по-добро качество, а дни по-късно цялата песен циркулира в онлайн пространството.
Официалното обявяване на сингъла е на 25 февруари 2020 г., когато Гага споделя снимка на рекламен билборд в акаунтите си в социалните мрежи.

## Видео
Музикалното видео към песента е режисирано от Даниел Аскил. Заснето е в пустинна местност в Калифорния, изцяло използвайки тройната камера на iPhone 11 Pro. Сюжетът разказва за размирици между племената на измислен свят и желанието на Гага да постигне мир и разбирателство.

## Екип
- Лейди Гага – вокали, текстописец
- БлъдПоп – продуцент, текстописец, бас, барабани, китара, клавишни, ударни
- Тчами – продуцент, текстописец, миксиране, бас, барабани, китара, клавишни, ударни
- Макс Мартин – текстописец, продуцент вокали
- Ели Райс – текстописец
- Бенджамин Райс – продуцент вокали, миксиране, звукозаписен инженер
- Том Норис – миксиране
- Джон „Джей Ар“ Робинсън – барабани

|  | Тази страница частично или изцяло представлява превод на страницата Stupid Love (Lady Gaga song) в Уикипедия на английски. Оригиналният текст, както и този превод, са защитени от Лиценза „Криейтив Комънс – Признание – Споделяне на споделеното“, а за съдържание, създадено преди юни 2009 година – от Лиценза за свободна документация на ГНУ. Прегледайте историята на редакциите на оригиналната страница, както и на преводната страница, за да видите списъка на съавторите. ВАЖНО: Този шаблон се отнася единствено до авторските права върху съдържанието на статията. Добавянето му не отменя изискването да се посочват конкретни източници на твърденията, които да бъдат благонадеждни. |